# Madame Montessu
 (mars 2021).
Si vous disposez d'ouvrages ou d'articles de référence ou si vous connaissez des sites web de qualité traitant du thème abordé ici, merci de compléter l'article en donnant les références utiles à sa vérifiabilité et en les liant à la section « Notes et références ».
Madame Montessu, née Pauline Euphrosine Paul le 16 prairial an XI (5 juin 1803) à Marseille et morte le 28 juillet 1877 à Anet, est une danseuse française. 

## Biographie
Pauline Euphrosine Paul naît à Marseille en 1803. Elle est la fille de Jacques Paul, tailleur d'habits, et de son épouse, Élisabeth Bordel. 
Sœur et élève du célèbre danseur Paul, surnommé l'« Aérien », elle débute à Lyon, sur la scène du théâtre des Célestins, puis à Bordeaux, avant d'être admise au Ballet de l'Opéra de Paris, où elle débute le 17 juillet 1820 aux côtés de son frère. L'année suivante elle épouse le danseur Laurent François Alexandre Montessu (Paris, v. 1795 - Asnières, 1861).
Elle crée le rôle de La Fille mal gardée (1828) et celui de Manon Lescaut de Jean-Pierre Aumer (1830). 
Elle est première danseuse jusqu'en 1836, année où elle est mise à la retraite. Elle continue cependant à se produire çà et là, notamment à Amsterdam en 1840, avec André Isidore Carey.
Elle meurt en 1877 à Anet et est inhumée à Asnières, où était enterré son mari.